# Hứa Hòa Hưng
Hứa Hòa Hưng là đại tá pháo binh Quân đội nhân dân Việt Nam, nhân vật nguyên mẫu của bài hát Có anh Ba Hưng của nhạc sĩ Trần Kiết Tường.
Ba Hưng tên thật là Hứa Hòa Hưng, sinh năm 1927, tại ấp Vĩnh Điền, xã Long Điền Đông, Giá Rai, Bạc Liêu - trong một gia đình gốc Hoa (Triều Châu), sau gia nhập bộ đội theo tiếng gọi Nam bộ kháng chiến.
Ông sinh trưởng trong một gia đình "vốn thiệt nông dân". Mười tám tuổi tham gia Việt Minh.
Năm 1947, trung đội du kích do Ba Hưng của lập chiến công xuất khi tấn công đoàn xe vận chuyển của quân Pháp tại Bạc Liêu, tiêu diệt hàng trăm quân đối phương, phá hủy hàng chục xe cơ giới. Cảm hứng từ người chỉ huy chiến công này, Trần Kiết Tường đã sáng tác bài hát hước, vui nhộn, dễ thuộc Có anh Ba Hưng.
Năm 1954, Ba Hưng từ Vàm Chắc Băng (Cần Thơ) tập kết ra Bắc. Năm 1962, ông trở về Nam công tác, tham gia đoàn Pháo binh Biên Hòa, chiến đấu ở chiến trường Đông Nam bộ.
Đời ông ba lần cưới, hai lần bị giặc cướp mất vợ:
- Năm 1962, trở thành xạ thủ pháo binh, về Nam chiến đấu ở chiến trường Đông Nam bộ. Bỗng một ngày kia nhận được hung tin: người vợ cưới ở quê nhà bị một tên ác ôn cưỡng ép làm vợ bé và sinh con.
- Năm 1964, tổ chức mai mối cưới cho một người vợ ở Làng 8, Dầu Tiếng (Sông Bé cũ, nay là Bình Dương) nhưng không may cả gia đình bên vợ: Vợ, con gái, bà ngoại và 4 người hàng xóm bị máy bay Mỹ ném bom chết.
- Tổ chức lại giới thiệu cho anh một thiếu nữ ở Làng 6, Dầu Tiếng, là con một gia đình cách mạng, cưới vợ cho anh lần thứ ba. Vợ mang bầu là lúc anh lại lên đường đi chiến đấu biền biệt.

Năm 1964 chuyển sang đoàn Pháo binh miền Nam cho đến ngày miền Nam hoàn toàn giải phóng.
Sau ngày miền Nam hoàn toàn giải phóng, anh Ba Hưng xin phép đơn vị trở về Dầu Tiếng để tìm lại người thân, nhưng do chiến tranh tàn phá, cửa nhà tan nát, gia đình ly tán, một vài người còn ở lại cho biết gia đình vợ con của anh đã sơ tán lên vùng Hố Nai sinh sống từ trước 1968. Thế là sau 9 năm xa cách, anh Ba Hưng đã tìm lại được người thân, gia đình sum họp.
Ngày 4 tháng 5 năm 2016, ông qua đời sau hơn ba tháng chống chọi với căn bệnh phổi tắc nghẽn mãn tính. Ông hưởng thọ 89 tuổi.